# Mwena
Mwena ist ein Verwaltungsbezirk (englisch Ward) des Distrikts Masasi in der tansanischen Region Mtwara.

## Geografie
Mwena liegt im Südosten von Tansania etwa 30 Kilometer Luftlinie nordöstlich der Distrikthauptstadt Masasi. Die Grenze im Norden bildet der Fluss Lukuledi in rund 250 Meter Seehöhe, nach Süden steigt das Land auf 600 Meter an. 
Der Bezirk grenzt im Norden an die Region Lindi, im Osten an den Bezirk Ndanda, im Süden an Chilangalanga und Chiwata und im Westen an Chikundi. Bei der Volkszählung 2022 lebten 6570 Menschen in 2155 Haushalten auf einer Fläche von 27 Quadratkilometern.

## Gliederung
Der Bezirk besteht aus drei Gemeinden (Mtaa) mit 15 Orten (Kitongoji):
| Mwena - Mititimo - Msikitini - Bombani - Mafurikoni - Mbale | Chibwini - Muungano - Mnazimmoja - Darajani - Tulizo | Ndunda - Lukuju - Shaurimoyo - Tankini - Tupendane A - Tupendane B - Kilimahewa |

## Infrastruktur
- Bildung: Die einzige weiterführende Schule des Bezirks ist die Abbey Secondary School.[8] Sie ist eine von der römisch-katholischen Kirche geleitete Internatsschule und bildet Jugendliche bis zur 4. Stufe aus.[9]
- Verkehr: Die wichtigste Straßenverbindung ist die asphaltierte Nationalstraße T6, die im Westen nach Masasi und im Osten nach Mtwara führt.[10]